# Mikołajki Pomorskie
Mikołajki Pomorskie (niem. Niklaskirchen) – wieś w Polsce położona w województwie pomorskim, w powiecie sztumskim, w gminie Mikołajki Pomorskie przy drodze wojewódzkiej nr 522 i na trasie linii kolejowej nr 9 Gdańsk–Warszawa w pasie moren czołowych i w sąsiedztwie niewielkich lasków.
Miejscowość jest siedzibą gminy Mikołajki Pomorskie.

## Historia
Teren, na którym obecnie znajdują się Mikołajki Pomorskie, był zamieszkany już w młodszej epoce kamiennej (neolitu). Jako prastare, wczesnośredniowieczne siedlisko słowiańskie wieś nosiła nazwę Borucin lub Boruty. Miejscowość należała wówczas do parafii Postolin. W niemieckim źródle z 1248 pojawiła się niemiecka nazwa Niklausdorf. W dokumentach z 1250 pojawia się informacja o lokacji miejscowości na 64 włókach. Znalazła się ona w granicach komturii dzierzgońskiej, ustanowionej w 1248 przez zakon krzyżacki. Jeszcze w XIII wieku w miejscowości powstała samodzielna parafia. Z dokumentu lokacyjnego z 1771 wynika, że wieś założył 25 listopada 1438 Wielki Mistrz zakonu krzyżackiego Paul Bellitzer von Russdorff poprzez wystawienie dokumentu w Sztumie. W 1466 Mikołajki znalazły się w granicach nowo utworzonego województwa malborskiego. 
W pierwszej połowie XVII wieku w ruinie znalazł się kościół w Mikołajkach, który po kilkudziesięciu latach został odbudowany (należał do rzymskokatolickiej parafii Krasna Łąka), jednak po niedługim czasie ponownie został zniszczony (prawdopodobnie w wyniku III wojny północnej). Kościół w przeszłości posiadał rangę sanktuarium. W tym czasie większość wsi na tym terenie opustoszała także w wyniku epidemii cholery. W Mikołajkach pozostał żyjący w skrajnej nędzy sołtys. Znane są nazwiska kilku XVII-wiecznych sołtysów wsi, jak Jan Gosz-Kamiński (1604), Michał Kamiński (1637) oraz Albert Jerzwicki (1677). Znane jest także nazwisko jednego z proboszczów parafii, ks. Wojciecha Bedońskiego. Wokół kościoła znajdował się cmentarz, użytkowany także w okresie zniszczenia świątyni. Kościół ulegał stopniowemu niszczeniu w XVIII wieku. W wyniku I rozbioru Polski z 1772 Mikołajki znalazły się w granicach Królestwa Prus. W 1883 na terenie wsi powstała prywatna kaplica, ufundowana przez rodzinę Schreiberów. Nową świątynię, istniejącą do tej pory, wybudowano w 1896, a konsekrowano w 1903, w początku lat 20. XX wieku dobudowano do niej wieżę. Od 1900 parafia miała własnego proboszcza. W 1919 doszło do reerygowania parafii. Na przełomie XIX i XX wieku powołano także wspólnotę ewangelicko-augsburską z własną świątynią, do której około 1910 należały 172 osoby.
Na początku XX wieku sytuacja narodowościowa na terenie wsi była skomplikowana. W spisie powszechnym w 1910 251 osób zadeklarowało narodowość polską, a 277 niemiecką. W wyniku plebiscytu z 11 lipca 1920 wieś pozostała w granicach Niemiec. W okresie dwudziestolecia międzywojennego wielu mieszkańców nie przypisywało sobie żadnej narodowości. Posługiwali się oni tzw. "gwarą sztumską". Na terenie wsi działały inicjatywy polonijne. Zaangażowanymi działaczkami kulturalno-oświatowymi były Henryka Gwiazda (zorganizowała m.in. Towarzystwo Kobiet, współpracowała z Towarzystwem Młodzieży i filią Związku Polaków) oraz Gertruda Kwiatkowska. 18 stycznia 1930 otwarta została Szkoła Polska w Mikołajkach. Podczas II wojny światowej wielu mieszkańców wsi aresztowano lub wywieziono do więzień bądź obozów. Stanisław Schreiber został zamordowany, wielu mężczyzn wcielono do Wehrmachtu.
W 1945 Mikołajki znalazły się w granicach Polski. Początkowo wraz z całym powiatem sztumskim wchodziły w skład warmińsko-mazurskiego okręgu administracyjnego, a od 7 lipca 1945 w skład województwa gdańskiego. Uchwałą z 4 grudnia 1972 powołana została gmina Mikołajki Pomorskie, która po reformie administracyjnej w 1975 znalazła się w granicach województwa elbląskiego, a od 1999 wchodzi w skład województwa pomorskiego. Od 2002 gmina należy do powiatu sztumskiego (po wydzieleniu go z powiatu malborskiego, istniejącego od 1999).

## Zabytki

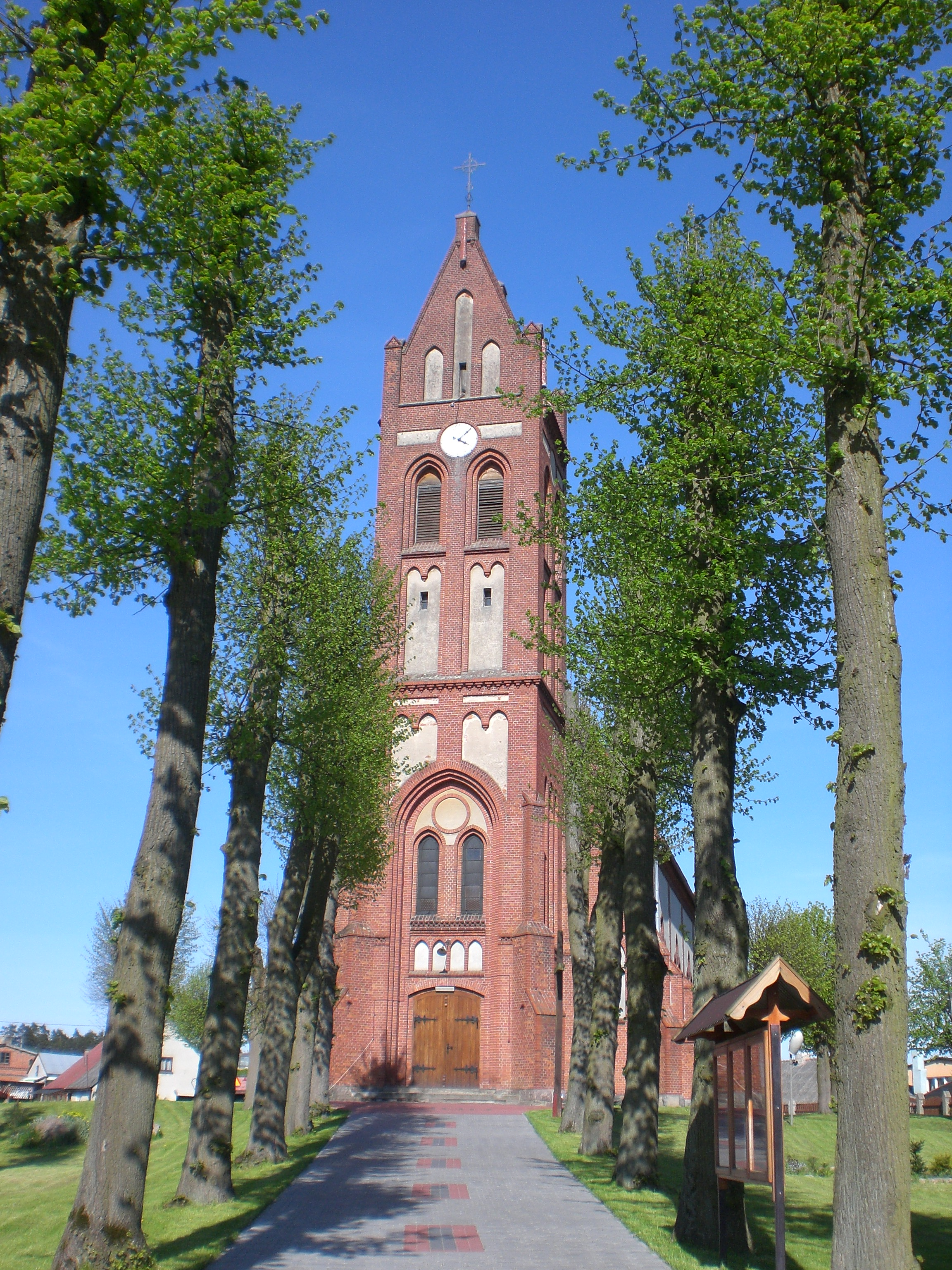
Kościół rzymskokatolicki św. Antoniego Padewskiego

Według rejestru zabytków NID na listę zabytków wpisane są:
- kościół parafialny pw. św. Antoniego Padewskiego, ul. Kościuszki / Kościelna, 1896, nr rej.: A-1420 z 20.10.1993
- cmentarz przykościelny, nr rej.: j.w.
- kapliczka, nr rej.: j.w.

## Gospodarka
W centrum Mikołajek Pomorskich znajduje się szereg sklepów spożywczych, odzieżowych, przemysłowych i mięsnych. Funkcjonują także: Zakład Opieki Zdrowotnej, przedszkole, szkoła podstawowa, Gminne Centrum Kulturalno-Biblioteczne, placówka Ochotniczej Straży Pożarnej, apteka, bank, urząd pocztowy oraz w sezonie letnim odkryty basen.

## Wspólnoty wyznaniowe

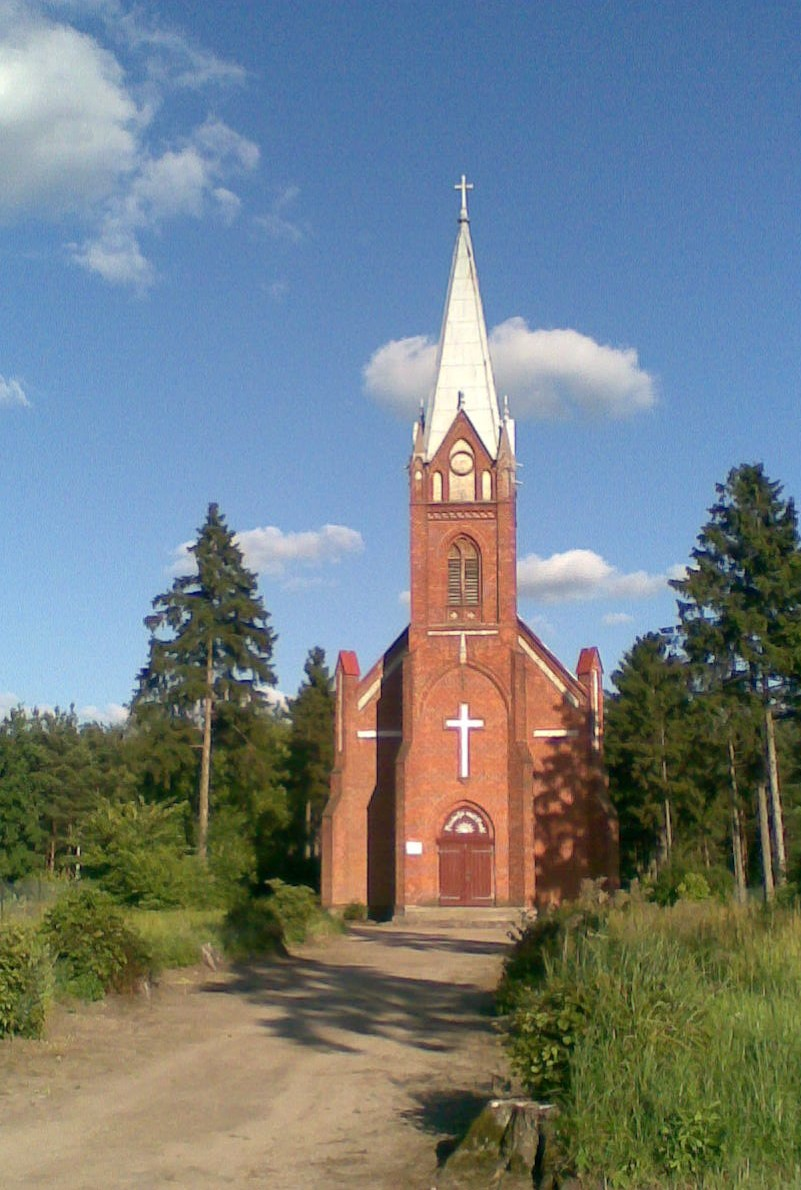
Kościół ewangelicko-augsburski

- Kościół ewangelicko-augsburski – filiał Parafii Ewangelicko-Augsburskiej w Elblągu[6]
- Kościół rzymskokatolicki – Parafia św. Antoniego Padewskiego w Mikołajkach Pomorskich[7]

## Sport
W Mikołajkach Pomorskich znajduje się obiekt sportowo-rekreacyjny, na którym znajdują się m.in. boiska oraz basen. We wsi działał Klub Piłkarski (wcześniej Ludowy Klub Sportowy) Mikołajki Pomorskie, którego piłkarze do sezonu 2009/2010 występowali w B-klasie. Od 2010 drużyna nie istnieje, jednak w 2020 powstał klub Amatorka Mikołajki Pomorskie (który w 2020 rozegrał mecze w Pucharze Polski, a w sezonie 2021/2022 występował w B-klasie, z której po roku awansował do A-klasy). Sukcesy w juniorskich zawodach odnosiła drużyna unihokeja SKS Mikołajki Pomorskie.

## Urodzeni
W Mikołajkach Pomorskich urodził się m.in. ks. Feliks Szrajber.